# Гараж-хаус
Гараж-хаус (англ. garage house) — это жанр хауса, возникший в начале 1980-х годов в Нью-Йорке («нью-йоркский хаус»).
Жанр развивался параллельно чикагскому хаусу, изначально известный как просто гараж, жанр являлся вариантом клубной диско-музыки, но с большим акцентом на соул и госпел-вокал. В дальнейшем жанр получив развитие в исполнении музыкантов из Нью-Джерси («джерси-саунд»). Жанр был популярен в 1980-х годах в США и в 1990-х годах в Великобритании, где он развился в гэридж и спид-гэридж.

## История
Жанр берёт своё название от легендарного нью-йоркского клуба Paradise Garage, где диджей-резидент Ларри Леван играл андеграундное афроамериканское диско, порой разбавляя его музыкой от белых музыкантов вроде Talking Heads и The Clash. Этот эклектичный подход к музыке и сформировал «фирменное» звучание клуба, записи в стиле которого прозвали «гаражом». При этом записи раннего гаража непосредственно нью-йоркских музыкантов не произвели большого прорыва на музыкальной арене. Популярность же гараж приобрёл в более соул- и госпел-ориентированной интерпретации этой музыки от ньюаркского (Нью-Джерси) клуба Zanzibar под предводительством диджея Tony Humphries, и при поддержке Kerri Chandler и Blaze. Эту музыку в период 1986—1987 годов начали выпускать лейблы Ace Beat, Supertonics, Quark, Movin' Records и 111 East Records. Но главным двигателем гаража стал нью-йоркский лейбл Strictly Rhythm, открывшийся в 1989 году. Strictly Rhythm заманил к себе таких музыкантов, как чикагский DJ Pierre и детройтский Marc Kinchen, специально перебравшихся по этому поводу в Нью-Йорк; среди других музыкантов лейбла — Masters at Work и Roger Sanchez.
К 1991 году с поддержкой таких новых лейблов, как Bottom Line Records, Emotive Records и Maxi Records, в Америке гараж уже полностью доминировал над чикагским хаусом. После этого гараж благополучно прорвался и в Европу с такими коммерчески успешными музыкантами, как Armand van Helden, Reel 2 Real и Ultra Naté. В Британии дальнейшее развитие гаража под влиянием местных субкультур в середине 1990-х годов привело к появлению нового глобального музыкального течения страны «UK-гэридж» с множеством различных направлений, таких как спид-гэридж, тустеп, и дальнейшим развитием в грайм и дабстеп.